# Цемна-Домброва
Цемна-Домброва (пол. Ciemna Dąbrowa, нім. Finsterdamerau) — село в Польщі, у гміні Вельбарк Щиценського повіту Вармінсько-Мазурського воєводства.
Населення — 143 особи (2011).

## Демографія
Демографічна структура станом на 31 березня 2011 року:
|          | Загалом | Допрацездатний вік | Працездатний вік | Постпрацездатний вік |
| -------- | ------- | ------------------ | ---------------- | -------------------- |
| Чоловіки | 76      | 19                 | 51               | 6                    |
| Жінки    | 67      | 13                 | 44               | 10                   |
| Разом    | 143     | 32                 | 95               | 16                   |